# 財前家墓地

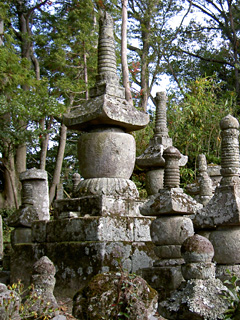
財前家墓地 中央の大型の石塔（国東塔）が重要文化財の「財前家宝塔」

財前家墓地（ざいぜんけぼち）は、大分県杵築市大田小野1609番地にある墓地である。この墓地にある石造宝塔1基は「財前家宝塔」として1954年3月20日に国の重要文化財に指定されている。また、墓地全体が大分県の史跡に指定されている。

## 概要
紀氏の血を引くと言われる国東地方の豪族財前家の墓地である。小野地区の高台にあり、3基の国東塔を中心に、国東塔 15基、宝篋印塔 2基、五輪塔 70基、板碑 14基の計101基の石塔・石碑が散在している。これらの石塔・石碑は鎌倉時代から南北朝時代にかけてのもので、このうち最大の国東塔は「財前家宝塔」として国の重要文化財に指定されている。
女優の財前直見は財前家に繋がる家系の出であり、財前はNHK総合テレビジョンのドキュメンタリー番組『ファミリーヒストリー』でこの墓地を訪れている。

## 財前家宝塔
財前家墓地の中心にある総高2．97mの国東塔で、財前氏の祖先である財前美濃守の墓と伝えられる。「元応第三祀歳次庚酉」の刻銘があり、鎌倉時代後期の元応3年（1321年）に建造されたものであることが分かっている。また、「現世安穏後世菩提出離生苦法界衆生」との文が刻まれていることから、被葬者の生前に建立された逆修塔であると考えられている。